# Moungi Bawendi
Moungi Bawendi (n. 15 martie 1961, Paris, Franța) este un chimist francez, profesor la Massachusetts Institute of Technology. În 2023, a fost distins cu Premiul Nobel pentru Chimie împreună cu Louis Brus și Alexei Ekimov, „pentru descoperirea și sinteza punctelor cuantice”.

## Publicații selective
- (în colaborare cu Michael L. Steigerwald și Louis Brus), „The quantum mechanics of larger semiconductor clusters ("quantum dots")”, Annual Review of Physical Chemistry (în engleză), 41 (1), pp. 477–496, ISSN 0066-426X.
- (în colaborare cu Christopher B. Murray și David J. Norris), „Synthesis and characterization of nearly monodisperse CdE (E=sulfur, selenium, tellurium) semiconductor nanocrystallites”, Journal of the American Chemical Society (în engleză), 115 (19), pp. 8706–8715, ISSN 0002-7863.
- (în colaborare cu Christopher B. Murray și Cherie R. Kagan), „Self-organization of CdSe nanocrystallites into three-dimensional quantum dot superlattices”, Science (în engleză), 270 (5240), pp. 1335–1338, ISSN 0036-8075.
- (în colaborare cu Bashir O. Dabbousi, Osamu Onitsuka și Michael F. Rubner), „Electroluminescence from CdSe quantum‐dot/polymer composites”, Applied Physics Letters (în engleză), 66 (11), pp. 1316–1318, ISSN 0003-6951.
- (în colaborare cu Manoj Nirmal, Bashir O. Dabbousi, John J. Macklin, Jay K. Trautman, Tim D. Harris și Louis Brus), „Fluorescence intermittency in single cadmium selenide nanocrystals”, Nature (în engleză), 383 (6603), pp. 802–804, ISSN 0028-0836.
- (în colaborare cu Christopher B. Murray și Cherie R. Kagan), „Synthesis and characterization of monodisperse nanocrystals and close-packed nanocrystal assemblies”, Annual Review of Materials Science (în engleză), 30 (1), pp. 545–610, ISSN 0084-6600.
- (în colaborare cu Seth Coe, Wing-Keung Woo și Vladimir Bulović), „Electroluminescence from single monolayers of nanocrystals in molecular organic devices”, Nature (în engleză), 420 (6917), pp. 800–803, ISSN 0028-0836.
- (în colaborare cu Yasuhiro Shirasaki, Geoffrey J. Supran și Vladimir Bulović), „Emergence of colloidal quantum-dot light-emitting technologies”, Nature Photonics (în engleză), 7 (1), pp. 13–23, ISSN 1749-4885.